# Lepilemur fleuretae
Il lepilemure di Fleurete (Lepilemur fleuretae Louis, 2006) è un lemure della famiglia Lepilemuridae, endemico del Madagascar.
Il nome della specie è un omaggio all'ecologista malgascia Fleurete Andriantsilavo.

## Descrizione

### Dimensioni
Misura fino a 60 cm di lunghezza, dei quali circa metà spettano alla coda.

### Aspetto
Somiglia nel complesso ad un grosso lori munito di coda. Il pelo è uniformemente grigio scuro: le sopracciglia, il pelo attorno alla bocca, la gola, il petto e la parte interna delle cosce sono bianchi, mentre le spalle, i fianchi, gli avambracci e la coda presentano sfumature ramate. Le zone nude sono nerastre, così come gli occhi.

## Distribuzione e habitat
La specie è diffusa in una ristretta area nella zona costiera sud-orientale del Madagascar, grossomodo fra i fiumi Mandrare e Mananara.
Predilige la foresta pluviale, sia primaria che secondaria.

## Conservazione
La IUCN Red List classifica Lepilemur fleuretae come specie in pericolo critico di estinzione (Critically Endangered).
Parte del suo areale ricade all'interno del Parco nazionale di Andohahela.